# Arractocetus nipponicus
Arractocetus nipponicus är en skalbaggsart som först beskrevs av Takeshiko Nakane 1985.  Arractocetus nipponicus ingår i släktet Arractocetus och familjen varvsflugor. Inga underarter finns listade i Catalogue of Life.